# Achalcus
Achalcus is een vliegengeslacht uit de familie van de slankpootvliegen (Dolichopodidae).

## Soorten
- A. bimaculatus Pollet, 1996
- A. britannicus Pollet, 1996
- A. cinereus (Haliday, 1851)
- A. flavicollis (Meigen, 1824)
- A. melanotrichus Mik, 1878
- A. nigropunctatus Pollet & Brunhes, 1996
- A. oregonensis (Harmston and Miller, 1966)
- A. phragmitidis Pollet, 1996
- A. thalhammeri Lichtwardt, 1913
- A. utahensis (Harmston and Miller, 1966)
- A. vaillanti Brunhes, 1987